# 广汽丰田
广汽丰田汽车有限公司（Guangzhou Toyota Motor Co, Ltd.）中文简称广汽丰田，英文简称GTMC，成立于2004年9月，是一家由日本丰田汽车公司和广州汽车集团股份有限公司各出资50%组建的汽车制造公司，总投资92亿人民币，地址位于广州市南沙区黄阁汽车城。
广汽丰田占地面积187万平方米，建筑面积44万平方米。截至2010年6月，共有员工6800多人。广汽丰田拥有两条汽车生产线，生产凯美瑞（含混合动力）、YARiS L致炫、汉兰达、逸致、雷凌六款车型，年产能36万辆。

## 主要产品

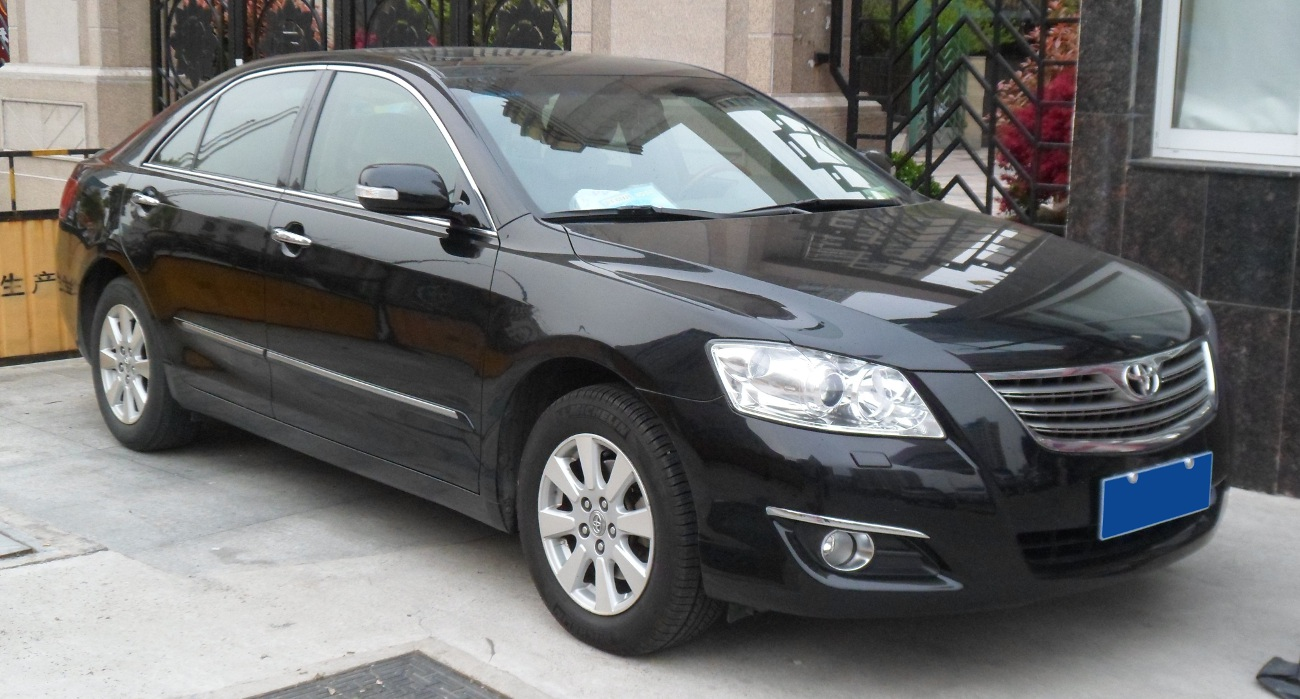
2006-2009年 广汽丰田凯美瑞 Toyota Camry
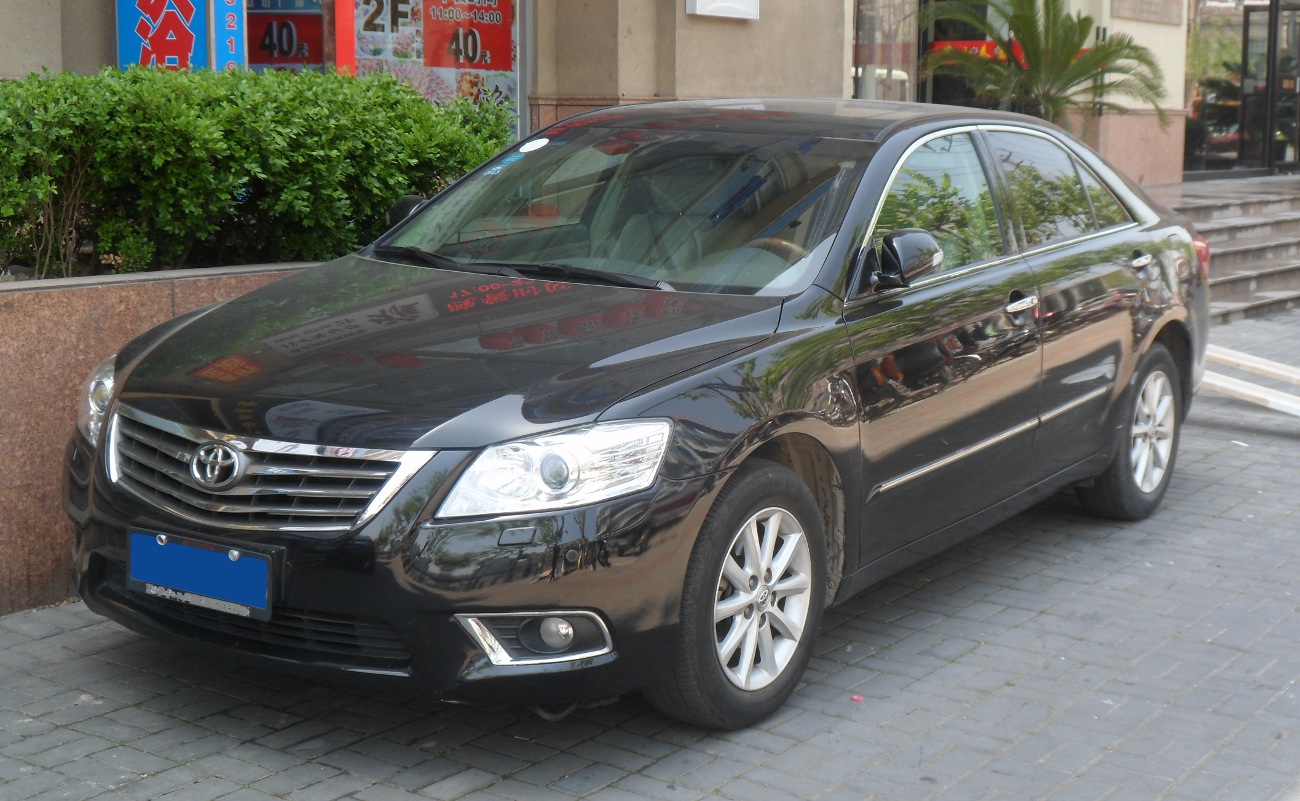
2009-2012年 广汽丰田凯美瑞 Toyota Camry
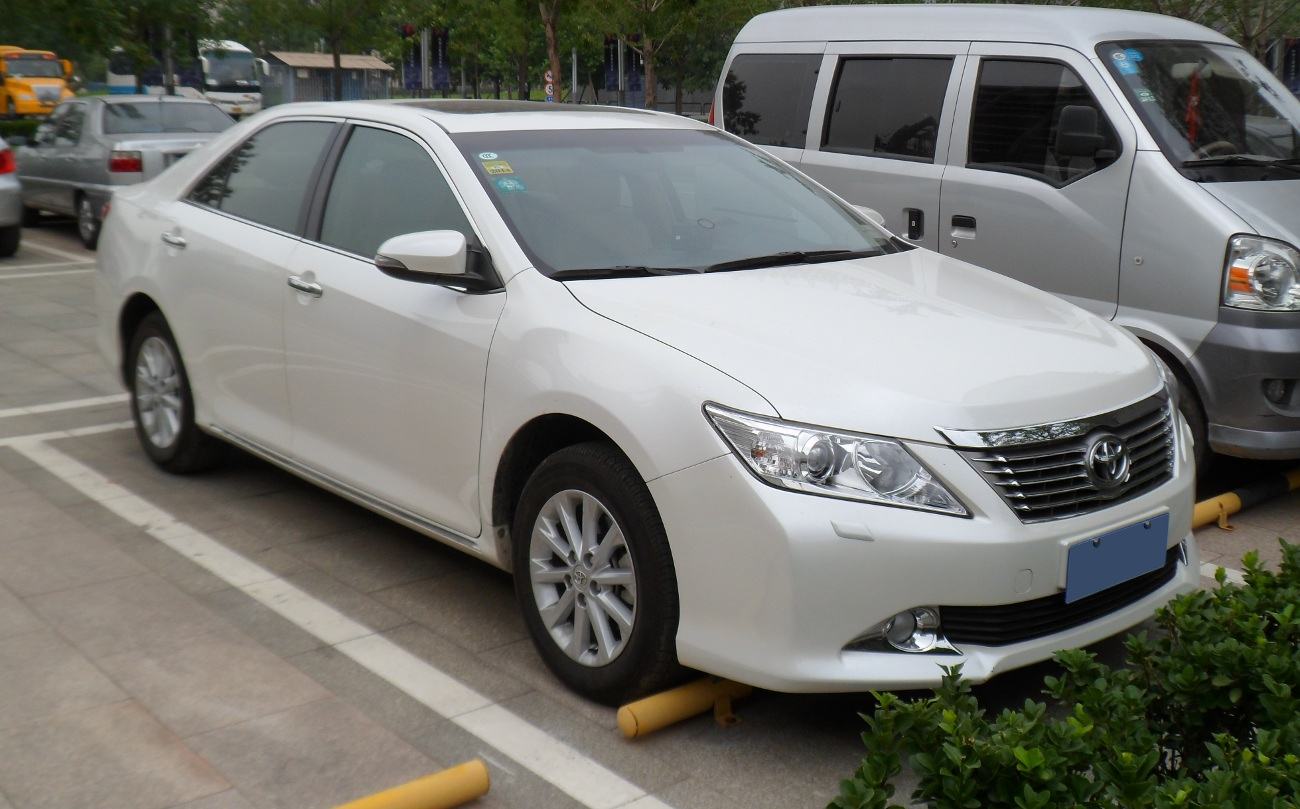
2012-2014年 广汽丰田凯美瑞 Toyota Camry
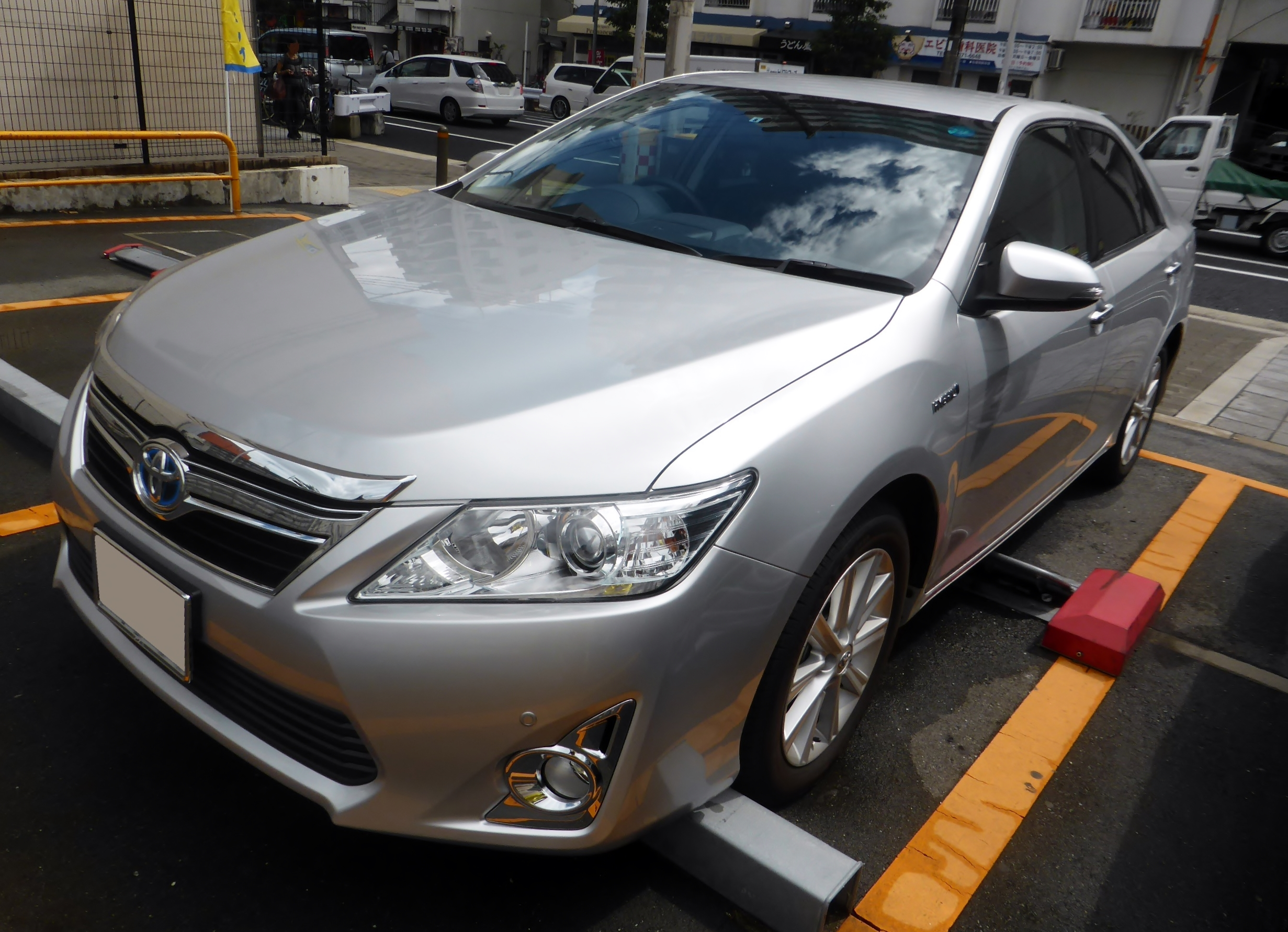
2012-2014年 广汽丰田凯美瑞尊瑞HEV Toyota Camry Hybrid
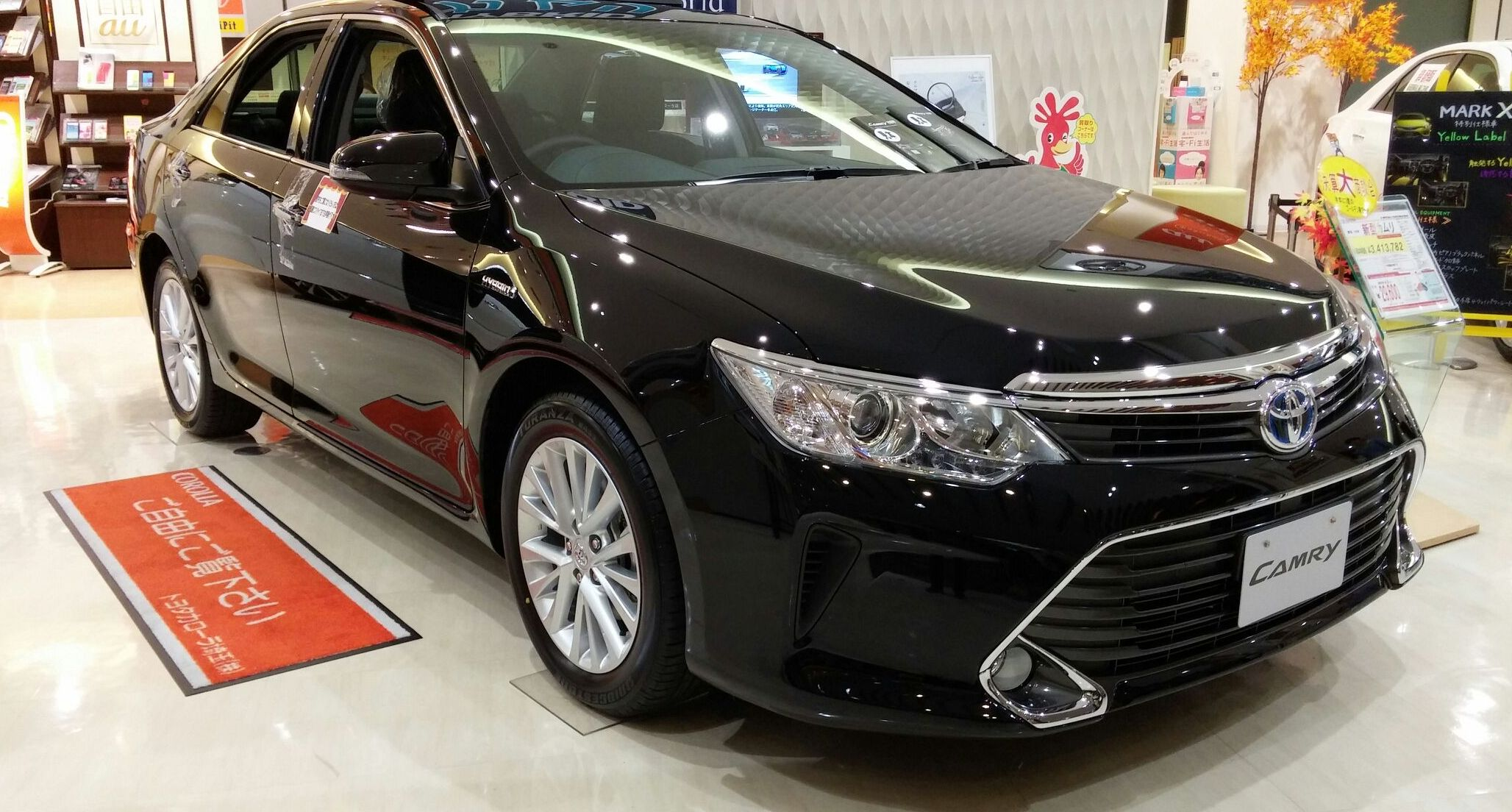
2014-2017年 广汽丰田凯美瑞 Toyota Camry
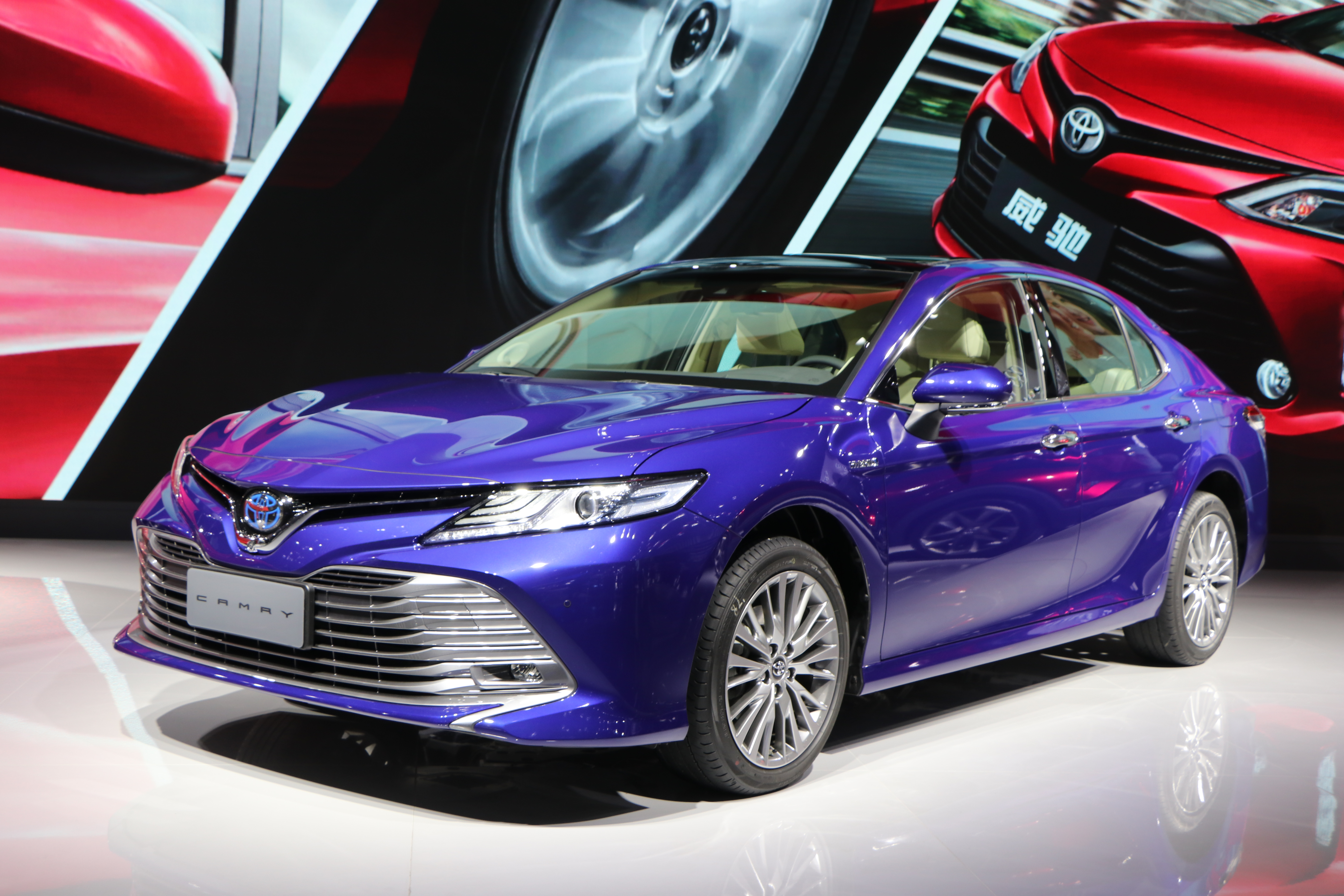
2018至今 广汽丰田凯美瑞双擎
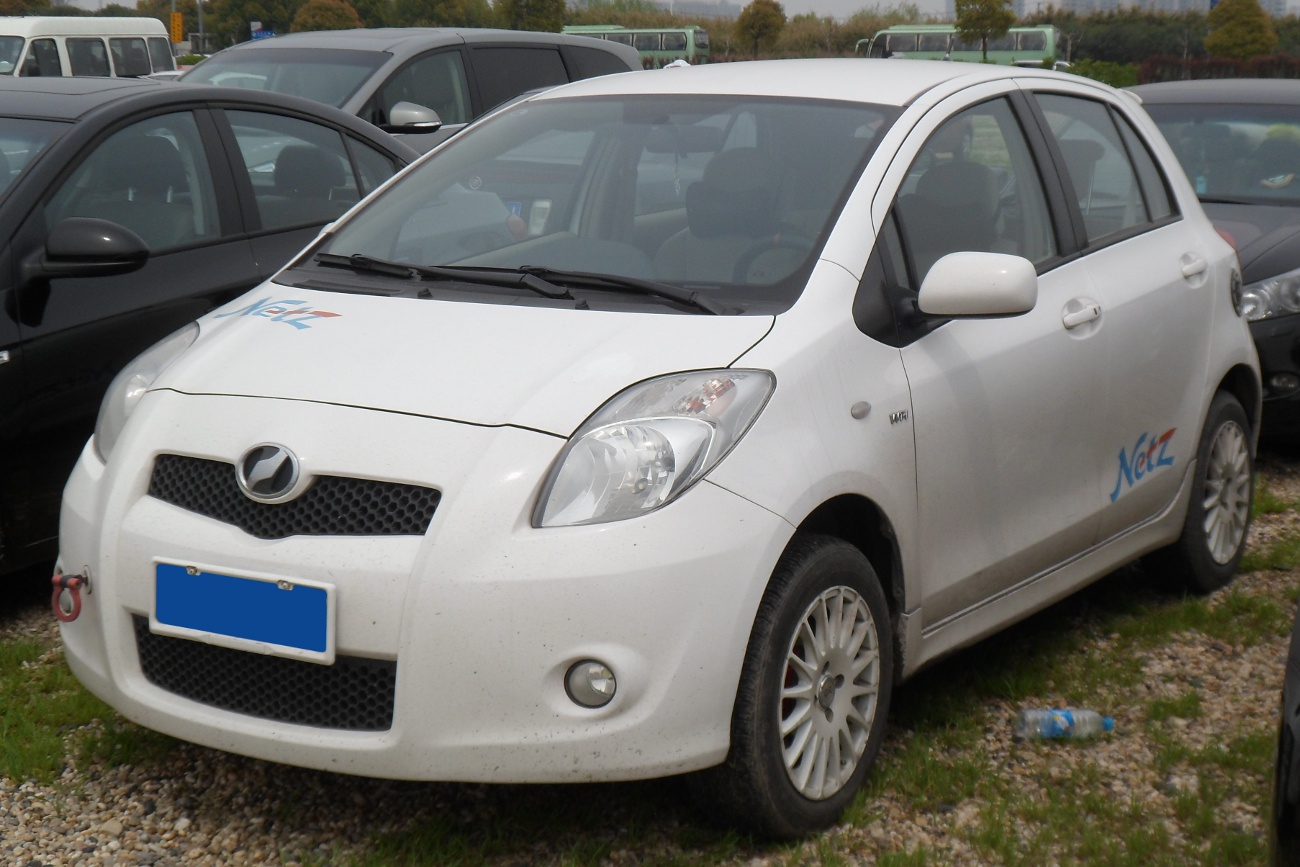
2008-2010年 广汽丰田雅力士 Toyota Yaris
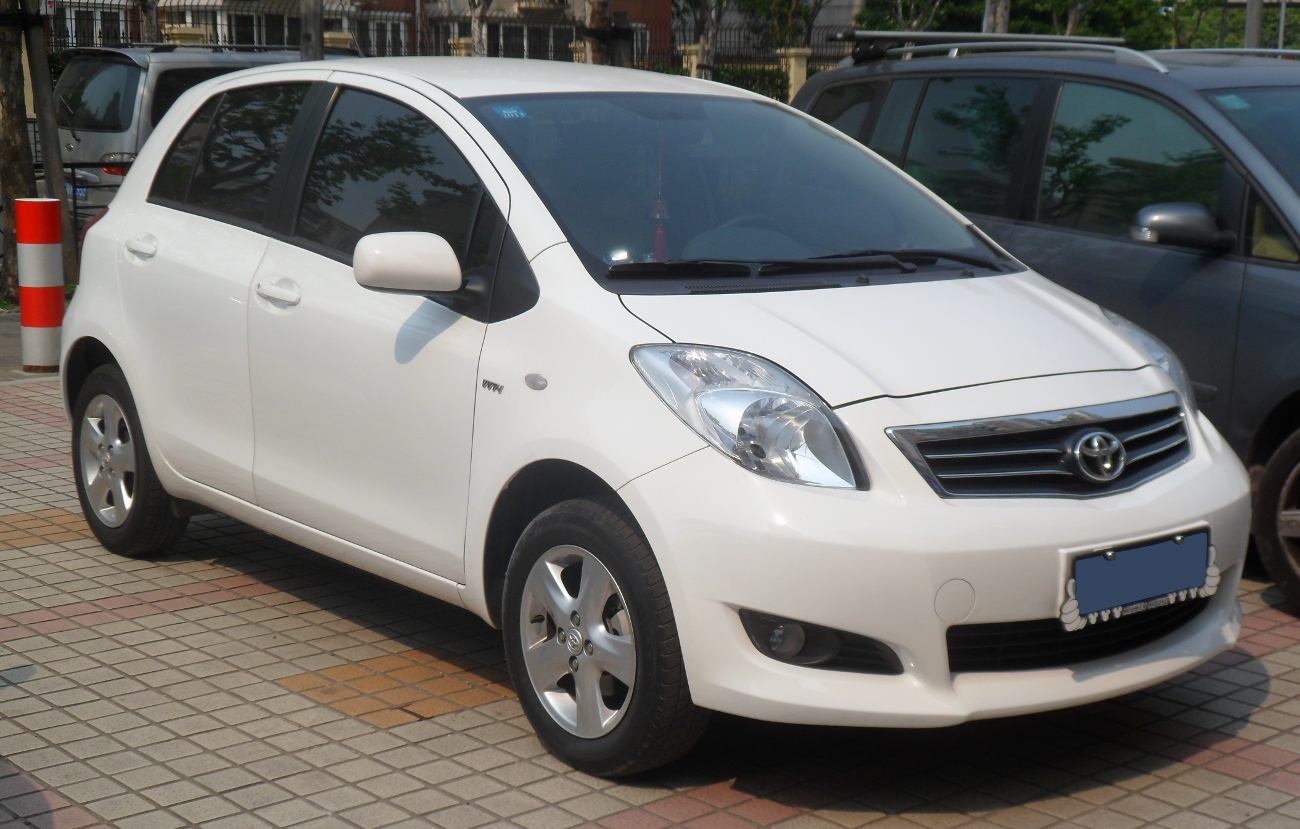
2010-2013年 广汽丰田雅力士 Toyota Yaris
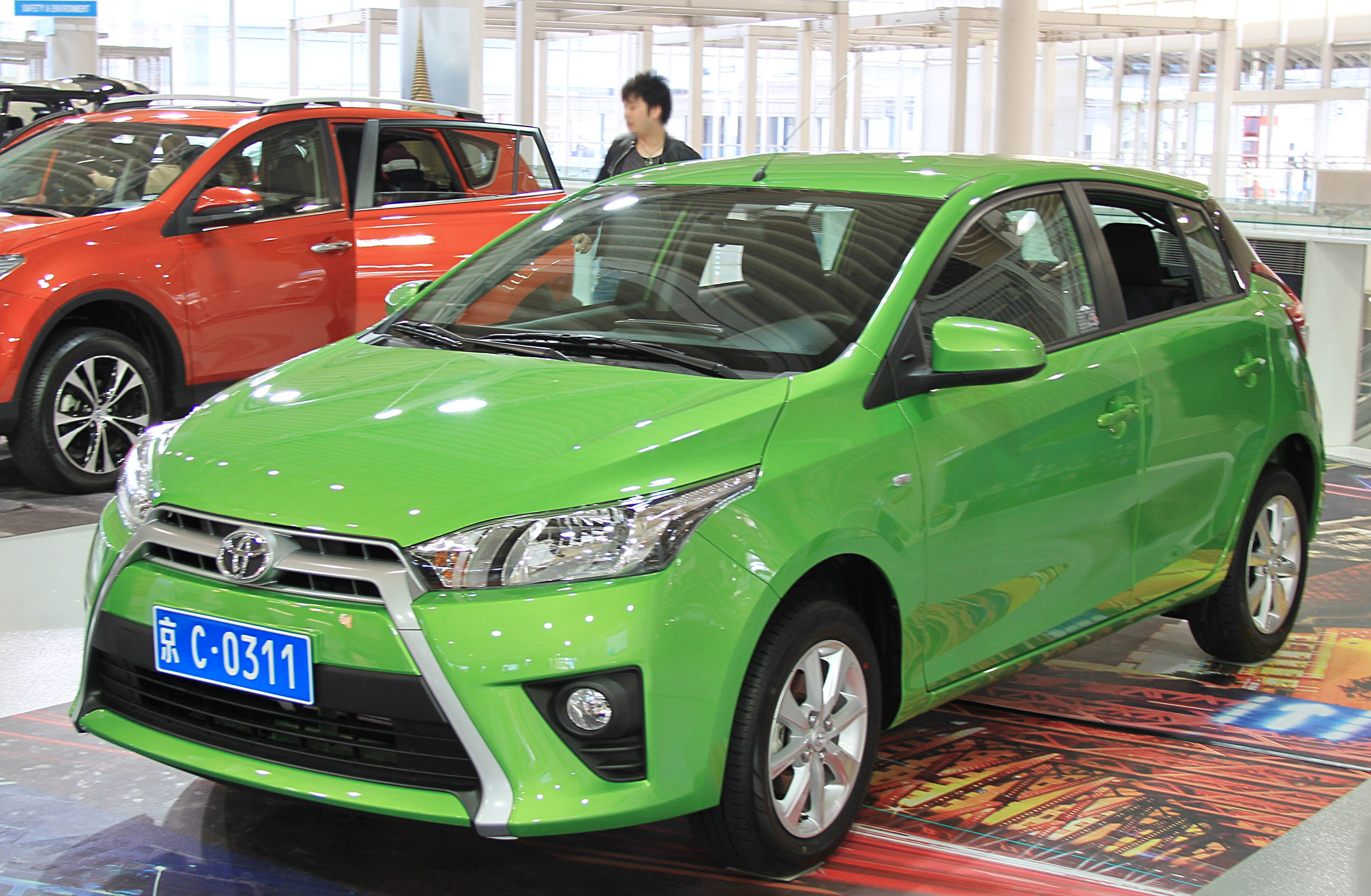
2013年至今 广汽丰田致炫 Toyota YARiS L
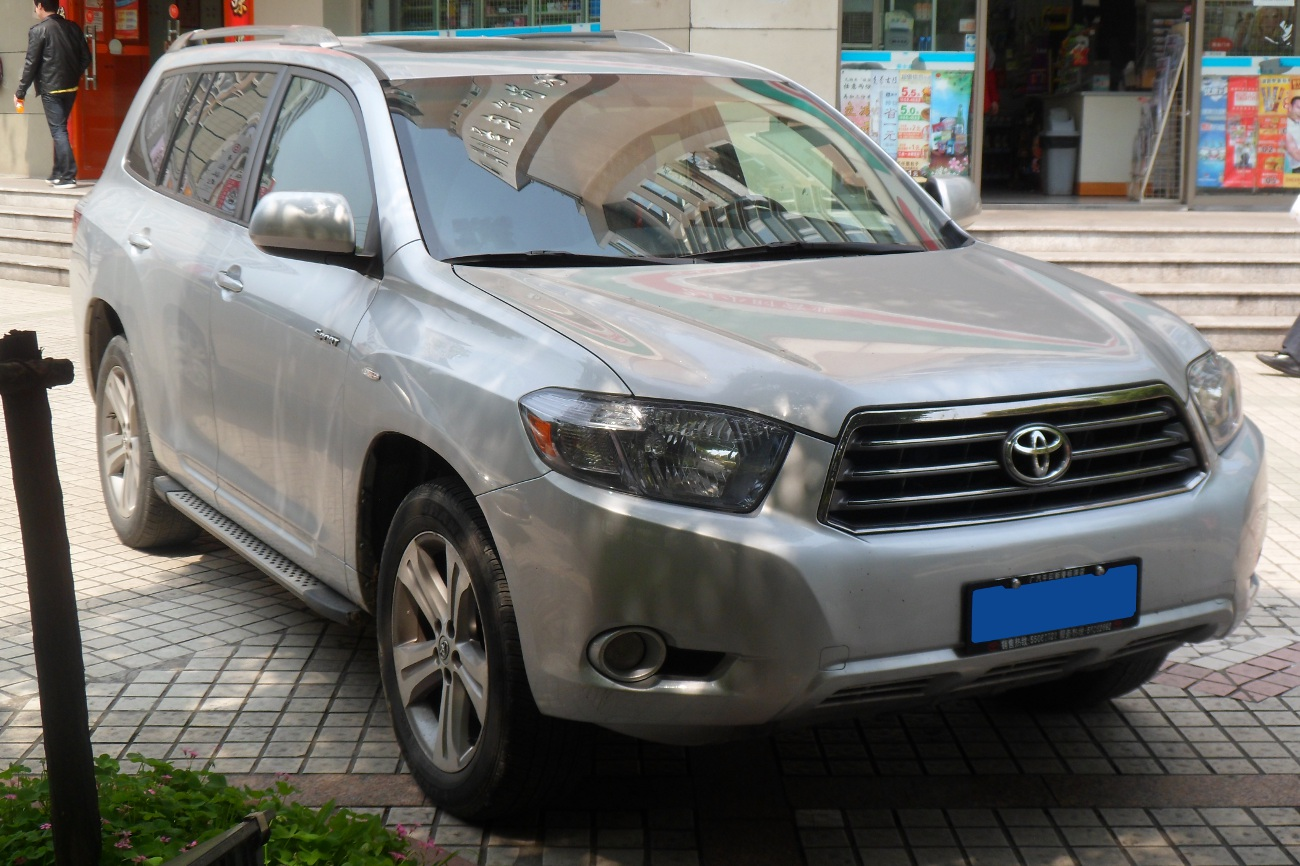
2009-2012年 广汽丰田汉兰达 Toyota Highlander
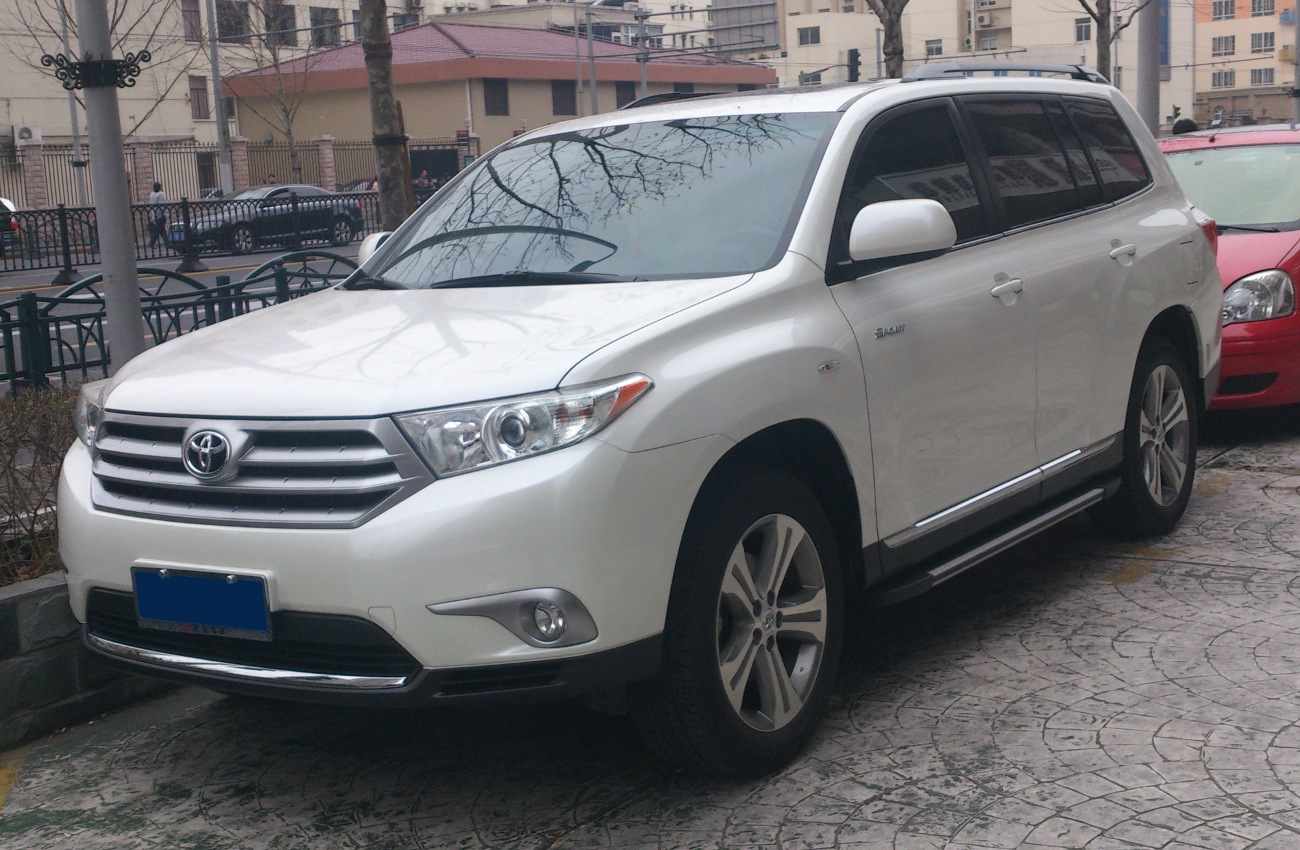
2012-2015年 广汽丰田汉兰达 Toyota Highlander
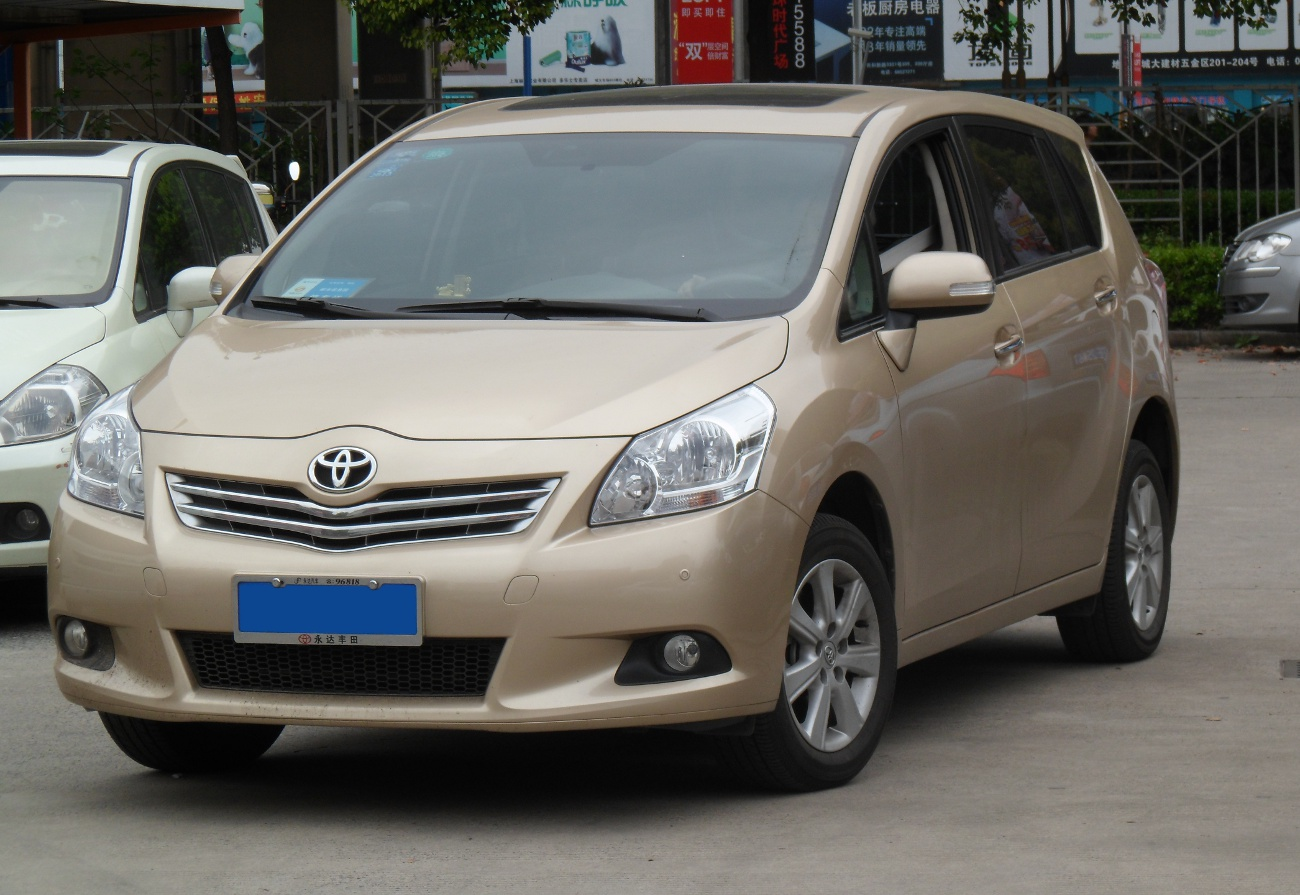
2011年至今 广汽丰田逸致 Toyota E'Z
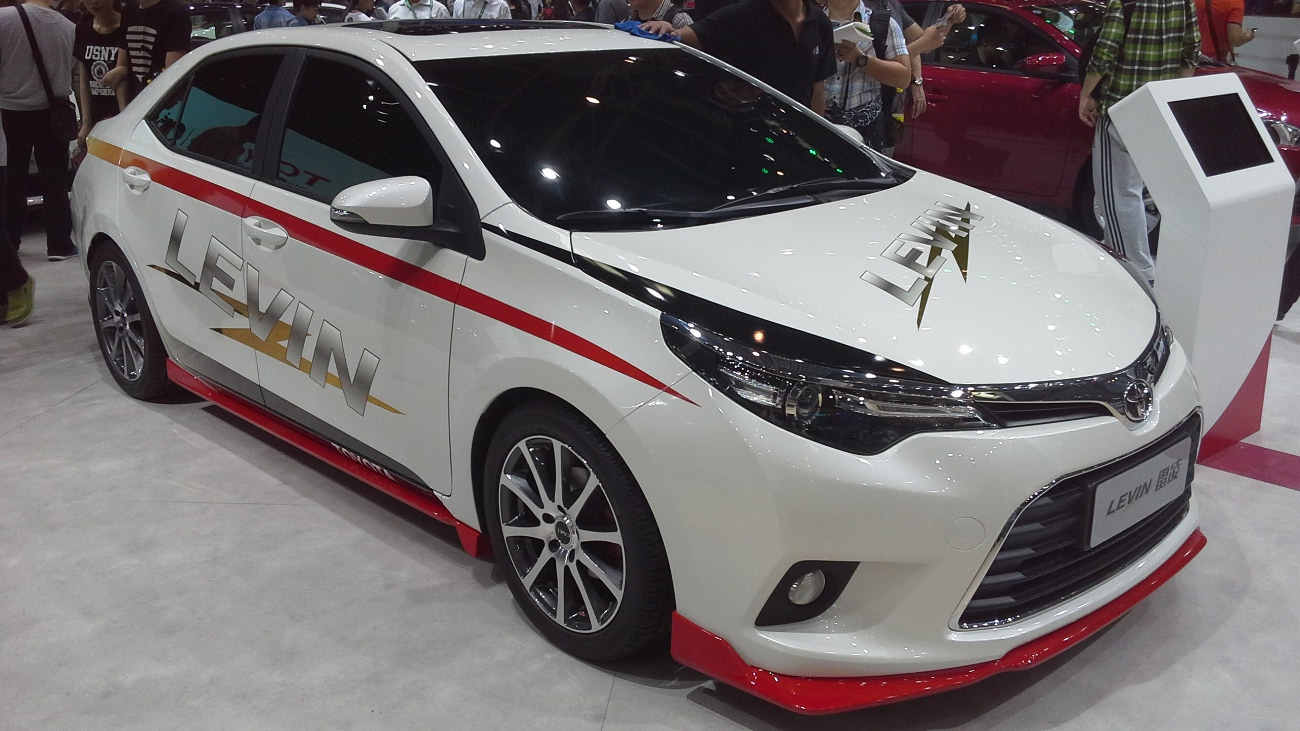
2014年至今 广汽丰田雷凌 Toyota Levin
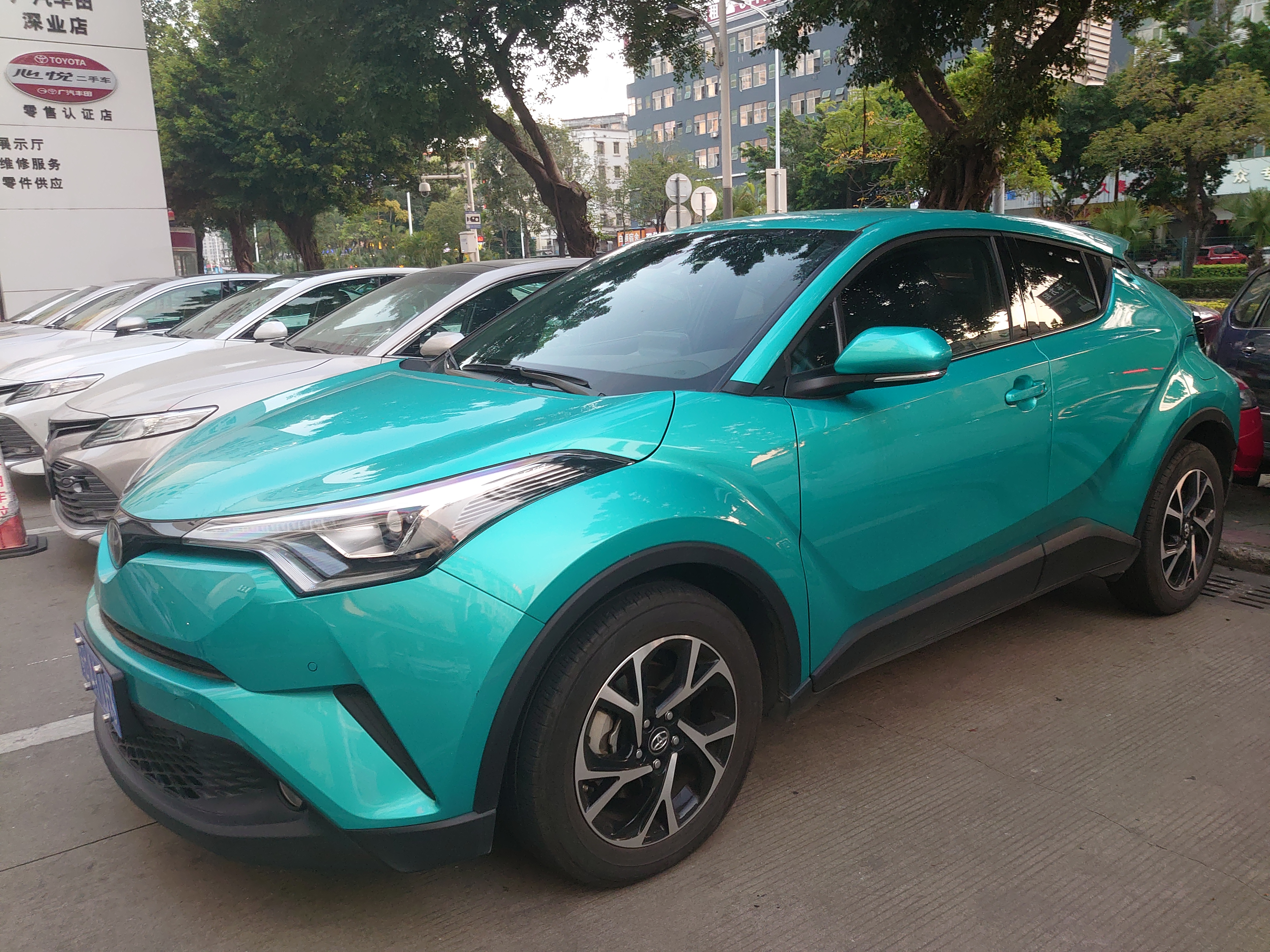
2018年至今 广汽丰田C-HR Toyota C-HR
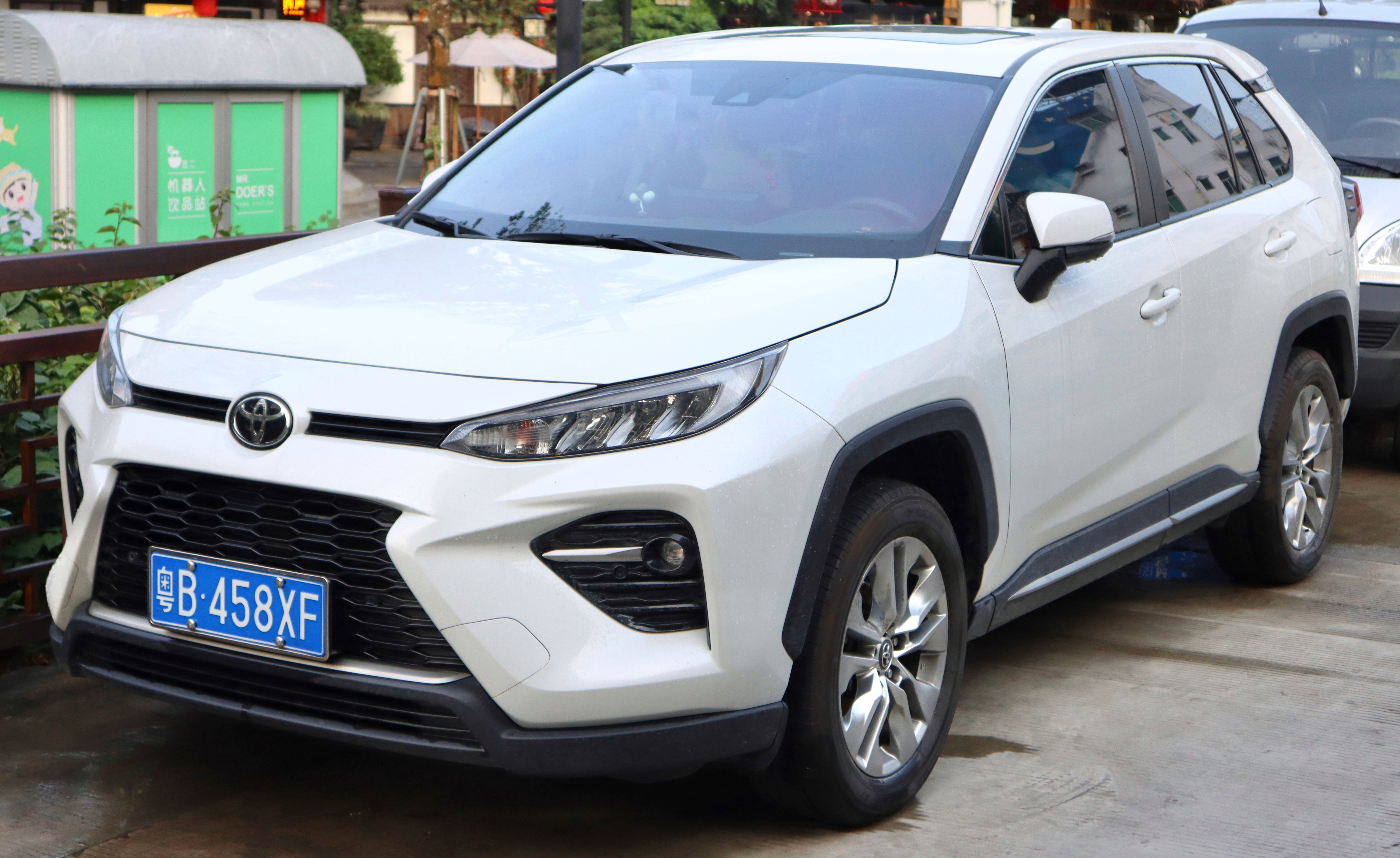
2020年至今 丰田威兰达
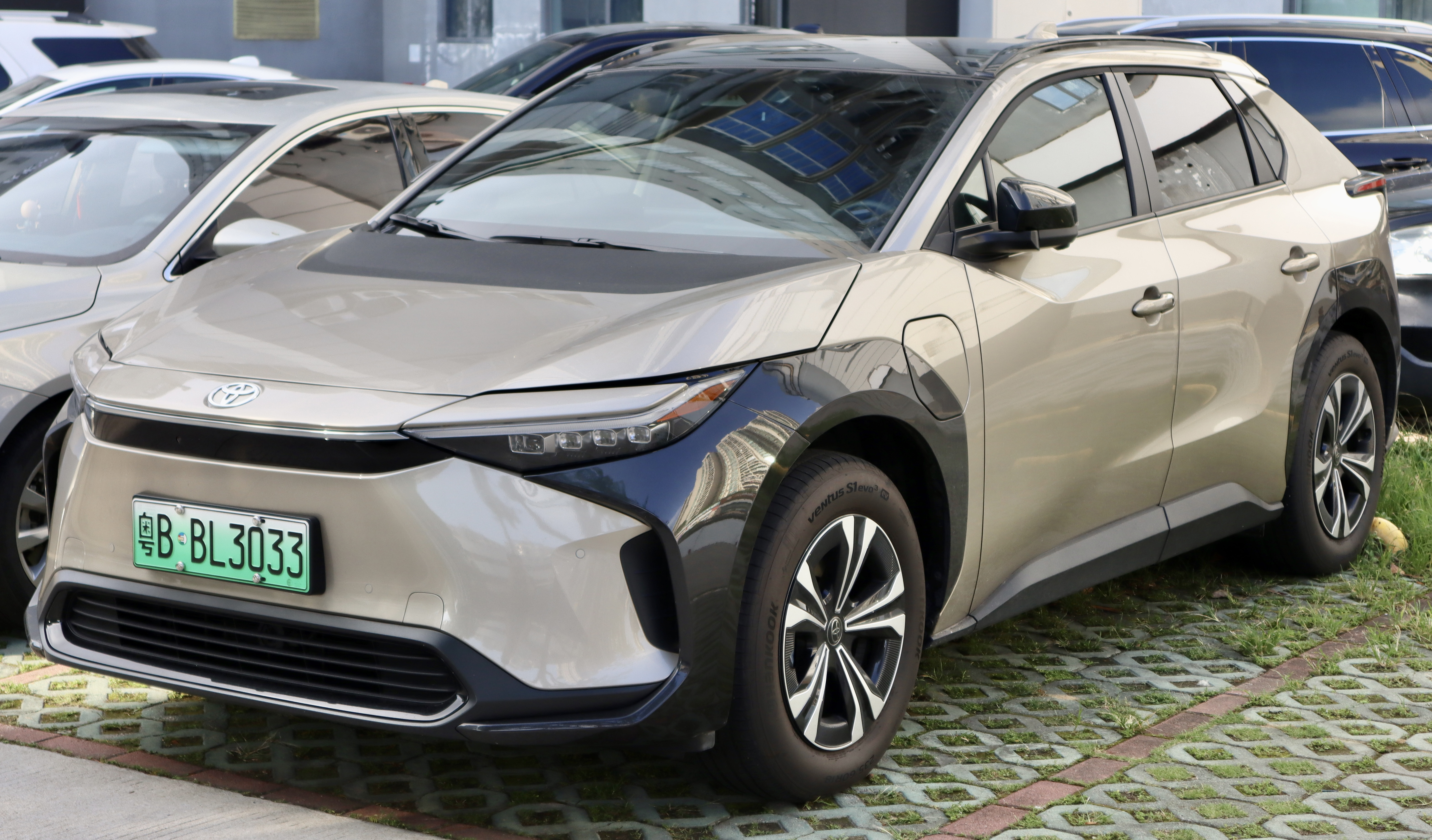
2022年至今 豐田bZ4x
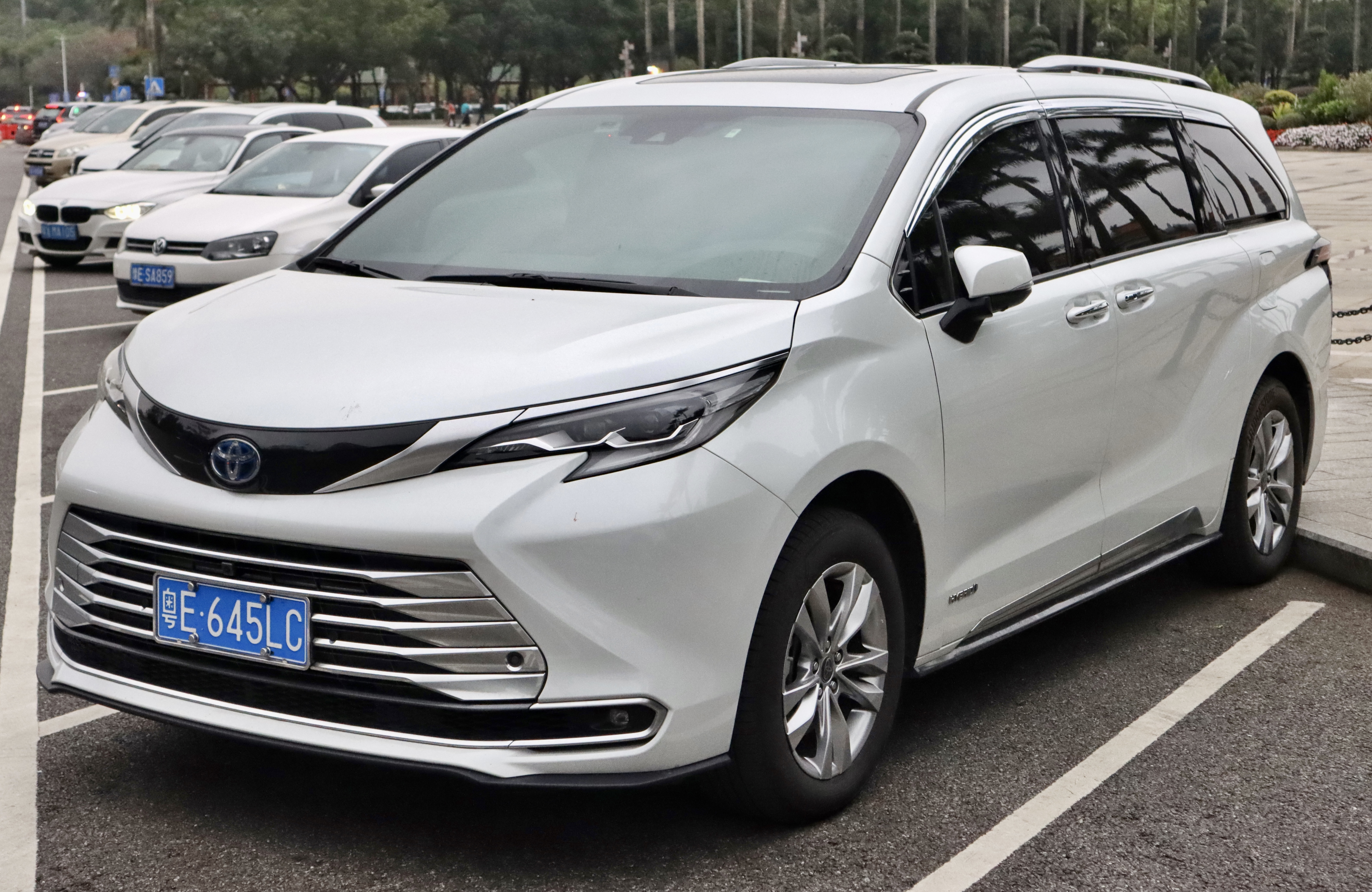
2022年至今 丰田赛那
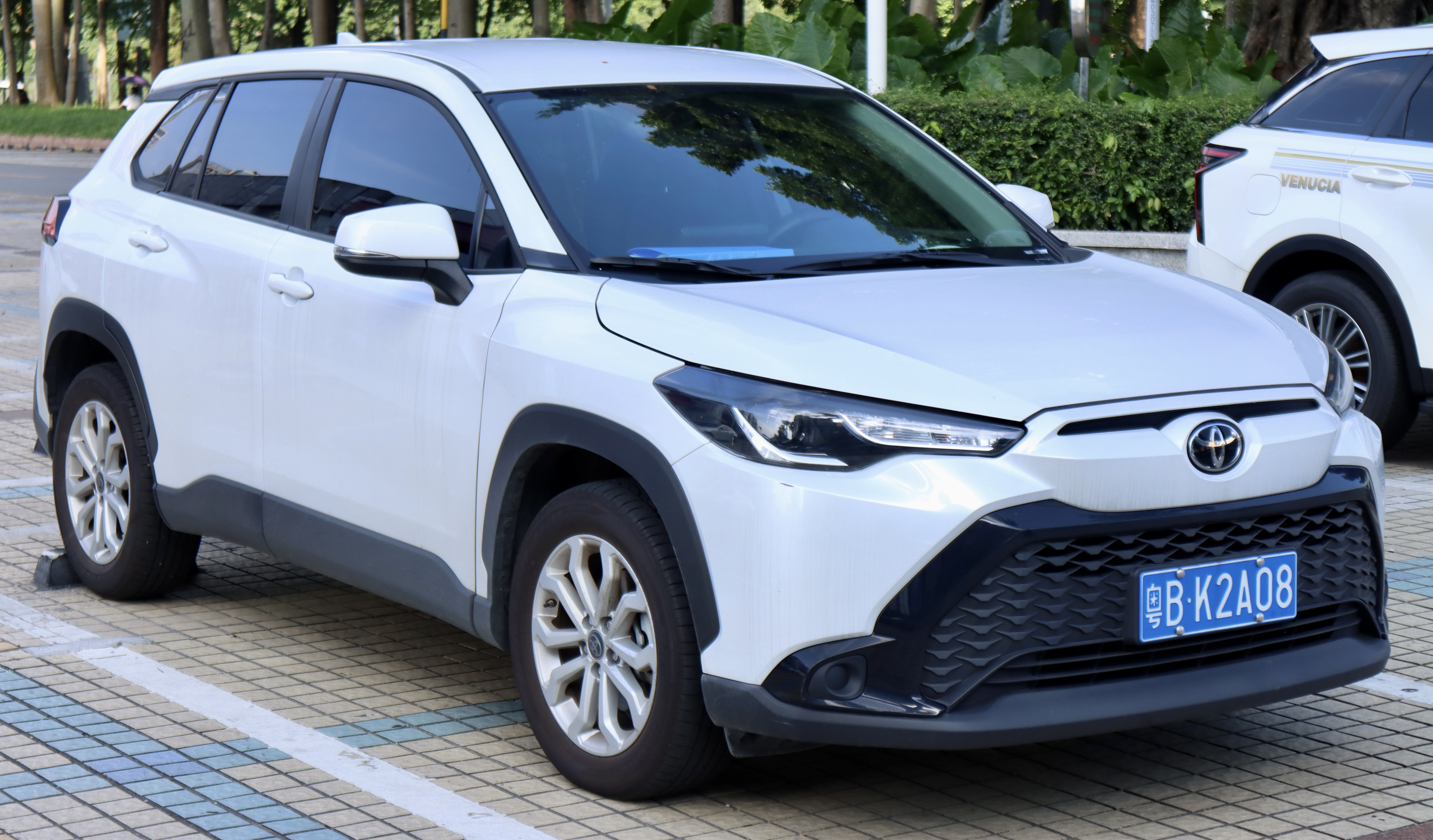
2022年至今 丰田锋兰达